# Rhombosolea tapirina
Espèce
Rhombosolea tapirina est une espèce de poissons plats marins de la famille des Pleuronectidae, endémique des côtes du sud de l'Australie, de Tasmanie et de Nouvelle-Zélande.
Le poisson naît avec des yeux de chaque côté. Durant sa croissance, son corps devient ovale, ses yeux se rangent du côté droit et un « nez » d'excès de peau se forme. À l'âge adulte, il vit dans les eaux peu profondes et capture ses proies grâce à son camouflage.

## Description

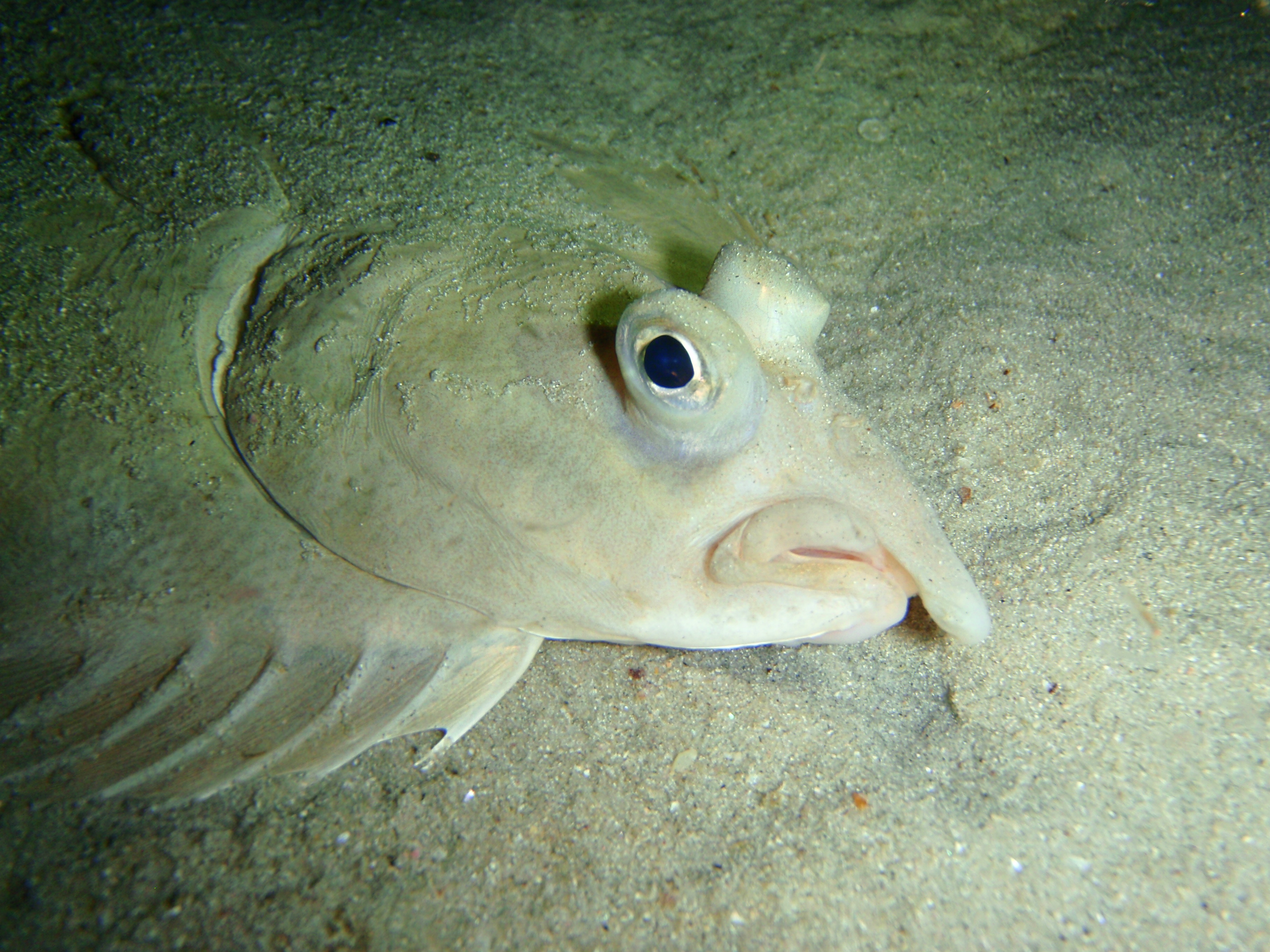
Rhombosolea tapirina est reconnaissable à l'excès de peau au-dessus de son museau.

Rhombosolea tapirina naît avec un œil de chaque côté. Cependant, l'œil gauche passe du côté droit durant sa croissance, pour lui permettre de s'allonger au fonds de l'océan. À l'âge adulte, Rhombosolea tapirina a une forme ovale ou rhomboïdal, avec un ventre blanc et un dos vert foncé,, parfois tacheté. S'il peut parfois être confondu avec l'espèce Rhombosolea leporina, il reste facilement reconnaissable à l'excès de peau au-dessus de son museau,. Il se distingue également par l'absence de nageoire pelvienne.
Rhombosolea tapirina peut atteindre 45, à 50 centimètres de longueur. Sa nageoire dorsale compte davantage de raies (entre 50 et 60) que sa nageoire anale (entre 40 et 50).
Le camouflage des poissons plats, dont celui de Rhombosolea tapirina, leur permet de se cacher de leurs prédateurs. Outre la coloration de leur peau, ils utilisent leurs nageoires pour jeter du sable ou de la boue, qui atterrit sur leur corps et les rend presque indétectables. Comme les autres espèces de Rhombosolea, il est possible de déterminer l'âge d'un poisson grâce à la taille de son otolithe.

## Biologie et écologie

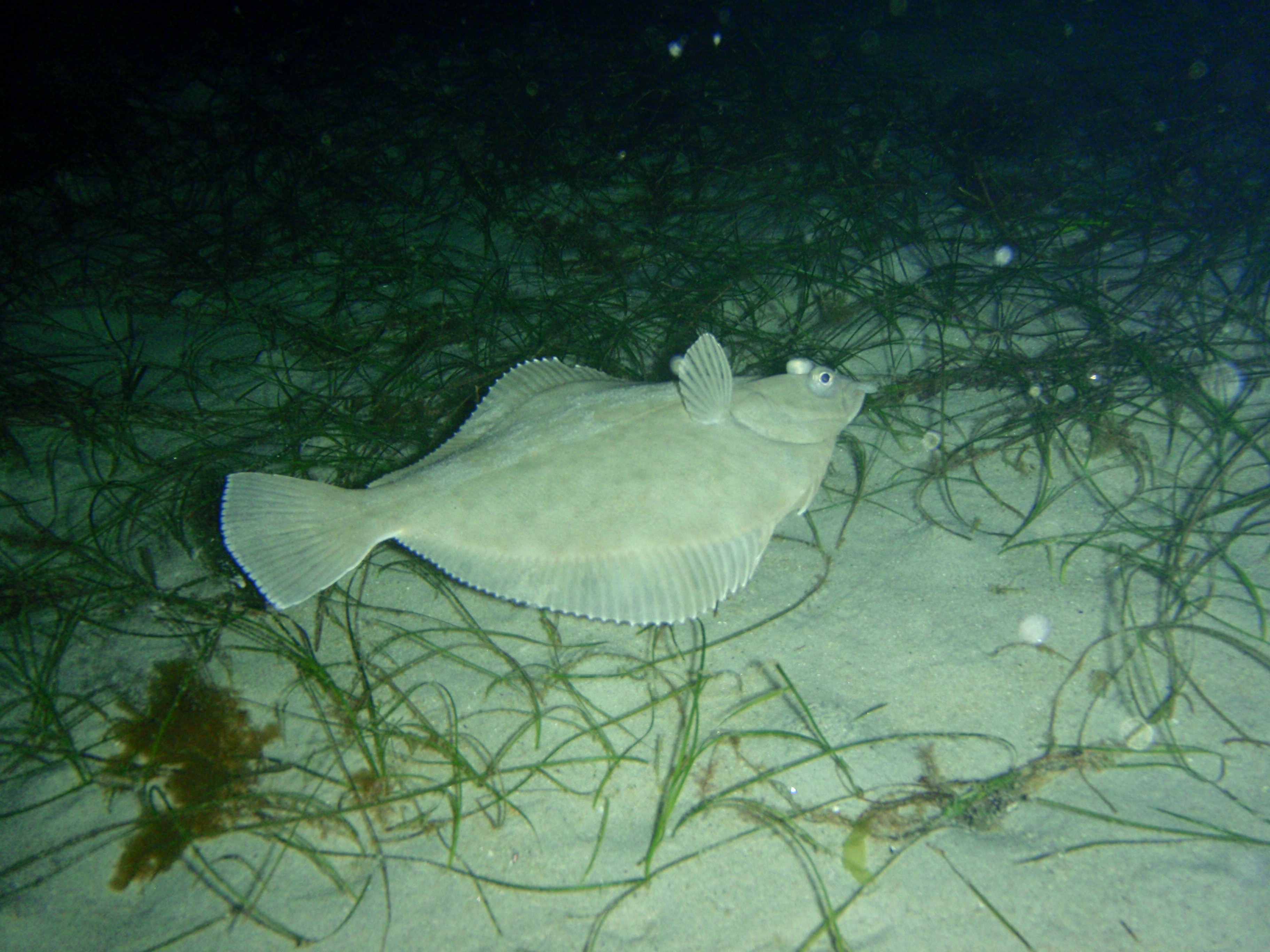
Un individu en Tasmanie.

Le poisson se reproduit en hiver et au printemps. Les femelles pondent leurs œufs en pleine mer ou dans les profondeurs des estuaires. Les larves sont ensuite emportées par le courant vers la côte, ses baies et ses estuaires, où les jeunes poissons grandissent à faible profondeur,. La larve se nourrit grâce à une petite vésicule vitelline puis ingère du plancton.
Le jeune poisson mange le jour, des petits crustacés (amphipodes et copépodes) et des vers polychètes. Le poisson atteint sa maturité sexuelle à 19 cm pour le mâle et 22 cm pour la femelle. À l'âge adulte, il se nourrit la nuit de polychètes et de crustacés plus grands. À l'image des autres poissons de sa famille, Rhombosolea tapirina chasse à l'affût, se cachant grâce à son camouflage dans l'attente qu'une proie s'approche.
Rhombosolea tapirina est une espèce consommée par l'homme, notamment en Nouvelle-Zélande.

## Répartition et habitat
Rhombosolea tapirina vit dans les eaux autour de la Nouvelle-Zélande, notamment au sud de l'archipel, ainsi qu'autour des îles Auckland et Campbell. Contrairement aux trois autres espèces de Rhombosolea, endémiques de Nouvelle-Zélande, Rhombosolea tapirina se retrouve sur les côtes de l'Australie, du sud de la Nouvelle-Galles du Sud à l'Australie-Occidentale, en passant par l'Australie-Méridionale et la Tasmanie.
Rhombosolea tapirina apprécie notamment les eaux avec des fonds de sableux, de boue ou de vase, vivant dans les estuaires, les baies protégées et les eaux côtières jusqu'à 100 mètres. Les mâles se rencontrent généralement dans des eaux plus profondes (10 à 25 m) que les femelles (5 à 10 m). Les jeunes poissons vivent souvent à moins d'un mètre de profondeur, remontant parfois dans les fleuves.

## Taxinomie et dénominations

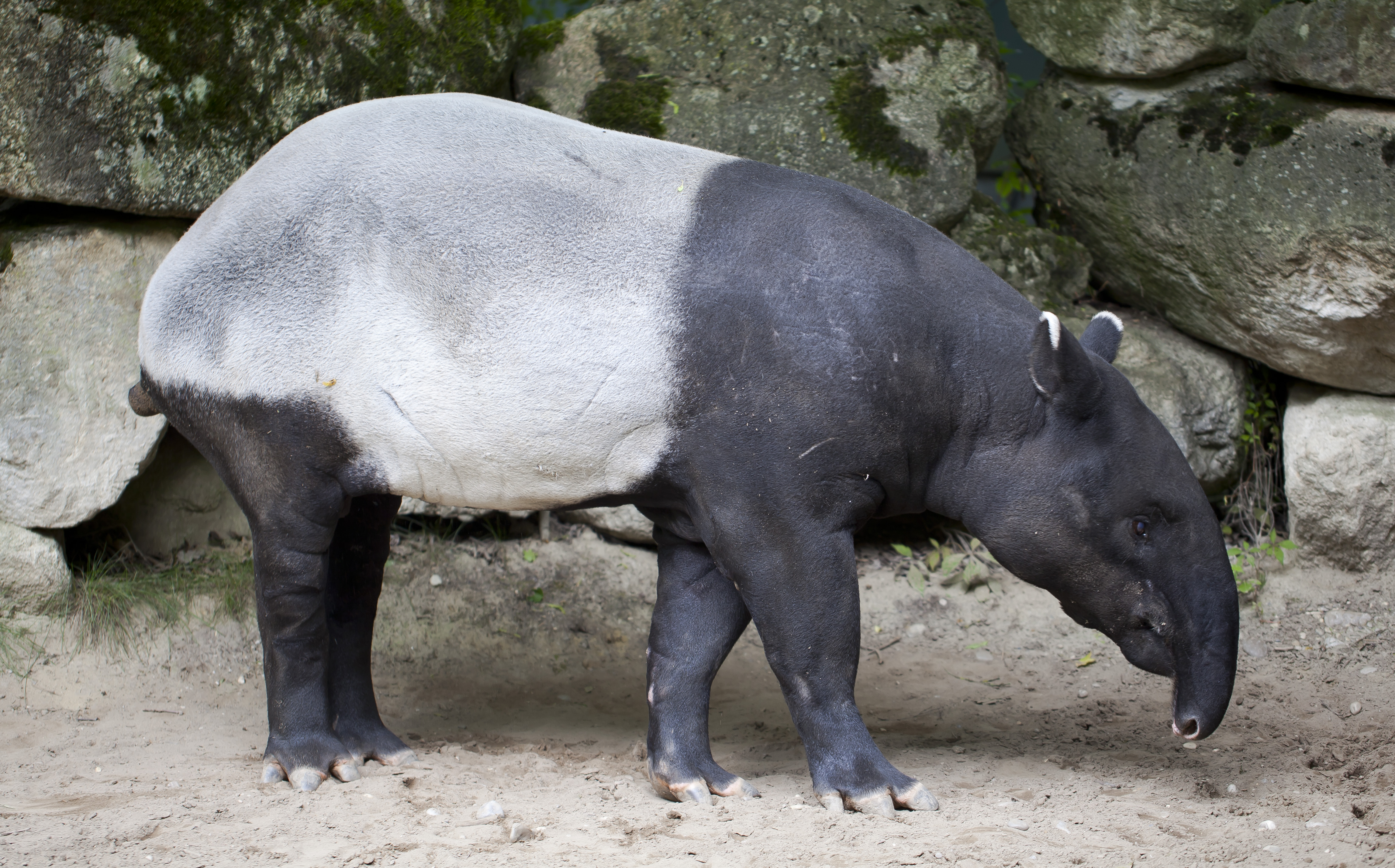
Rhombosolea tapirina doit peut-être son nom à sa ressemblance avec un tapir.

### Taxinomie
Le nom valide complet (avec auteur) de ce taxon est Rhombosolea tapirina Günther, 1862. Rhombosolea proviendrait du grec rhombos (« parallélogramme ») et du latin solea (« sandale »). Son épithète spécifique n'a pas d'explication avérée mais pourrait faire référence au tapir, ses mâchoires étant chevauchées par un morceau de peau à l'image de la trompe du tapir.
L'espèce est formellement décrite en 1862 par l'ichtyologiste britannique d'origine allemande Albert Günther, qui la classe dans le genre Rhombosolea sous la famille des Pleuronectidae. Au XXIe siècle, le genre Rhombosolea est rattaché à la sous-famille Rhombosoleinae (au sein de la famille Pleuronectidae), ou est considéré comme une famille à part entière sous le nom de Rhombosoleidae.

### Synonymes

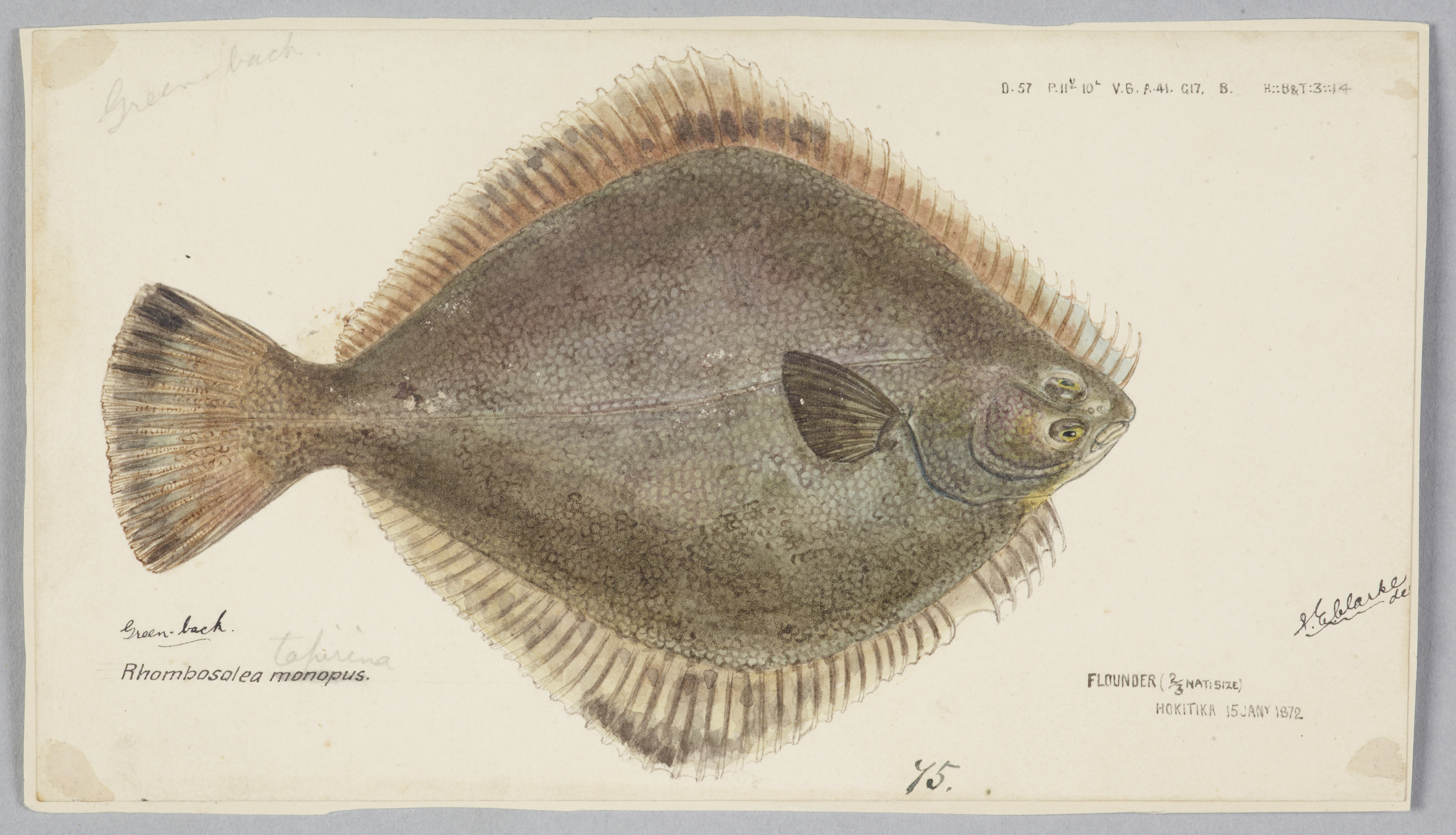
Dessin de Rhombosolea monopus par Frank Edward Clarke en 1872.

Rhombosolea leporina a pour synonymes :
- Pleuronectes victoriae Castelnau, 1872
- Rhombosolea flesoides Günther, 1863
- Rhombosolea monopus Günther, 1862

### Noms vernaculaires
En anglais, Rhombosolea tapirina est connu sous le nom de greenback flounder (« flet à dos vert »),. En Australie, il est parfois appelé Melbourne flounder (« flet de Melbourne ») ou Southern flounder (« flet du sud »). En maori, il est désigné sous le nom pātiki.
En France, comme plusieurs autres poissons, Rhombosolea tapirina peut être vendu sous les noms de « camarde » ou « plie de Nouvelle-Zélande ».

### Publication originale
- (en) Albert Günther, Catalogue of the Acanthopterygii, Pharyngognathi and Anacanthini in the collection of the British Museum, vol. 4, Londres, British Museum, 1862, 459 p. (lire en ligne).